# 가이 보이드
가이 보이드(Guy Boyd, 1943년 4월 15일 ~ )는 미국의 배우이다.
시카고에서 태어났다.

## 출연 작품

### 영화
- 선 사이 (1977, Between the Lines)
- The Pride of Jesse Hallam (1981)
- 고스트 스토리 (1981)
- 허울 좋은 여자 (1981)
- 아이즈 오브 파이어 (1983)
- 스트리머 (1983, Streamers)
- 이와크의 대모험 (1984)
- 후레쉬포인트 (1984, Flashpoint)
- 침실의 표적 (1984)
- 표적 (1985)
- 톱니 바퀴의 칼날 (1985)
- 루카스 (1986) - 코치 역
- 마지막 질주 (1986, Thompson's Last Run)
- 여소방관 신디 (1986, Firefighter)
- 미궁의 살인 사건 (1987, Murder Ordained)
- Home Fires (1987)
- 무인지대 (1987)
- War Party (1988)
- Little Sweetheart (1989)
- 퍼시픽 하이츠 (1990)
- 블루 히트 (1990, The Last of the Finest)
- 백색 전쟁 (1990, Drug Wars: The Camarena Story)
- 다크 윈드 (1991, The Dark Wind)
- 한밤의 침입자 (1991)
- 음모의 키스 (1991, Kiss Me a Killer)
- 필사의 도망자 (1992, Fugitive Among Us)
- Mi Vida Loca (1993)
- 카르노사우르 2 (1995)
- 다크 사이드 오브 선 (1997)
- 레트로액티브 (1997) - 버드 역
- 퍼펙트 파워 (1998, Crossfire)
- Black Scorpion (2001)
- Domino One (2005)
- Walker Payne (2006)
- 새비지스 (2007) - 빌 래크먼 역
- 챈스 일병의 귀환 (2009) - 게리 하그로브 역
- 헨리스 크라임 (2010) - 버니 역
- 폭스캐처 (2014) - 헨리 벡 역
- 이제 그만 끝낼까 해 (2020) - 학교 경비원 역

### 텔레비전
- 레밍턴 스틸 (1983-84)
- 마이애미의 두 형사 (1986-88)
- Knots Landing (1990-91)
- 로앤오더: 범죄 전담반 (2000-05)
- Conviction (2006)